# تیزک هندی
تیزک هندی (نام علمی: Najas indica) نام یک گونه از سرده تیزک‌ها است.